# مایرز ۲۱۴۵۶
سیارک ۲۱۴۵۶ (به انگلیسی: 21456 Myers، نامگذاری:1998HM46) بیست و یک هزار و چهارصد و پنجاه و ششمین سیارک کشف شده‌است که در ۲۰ آوریل ۱۹۹۸ کشف شد.
قدر مطلق سیارک برابر ۹.۳ است.